# Тодос-лос-Сантос
Тодос-лос-Сантос (ісп. Lago Todos los Santos, що в перекладі з іспанської означає «Озеро всіх святих») — озеро у регіоні Лос-Лагос Чилі.

## Географія
Озеро розташоване в 96 км на північний схід від столиці провінції Янкіуе м. Пуерто-Монт і в 76 км на схід від міста Пуерто-Варас, на території національного парку Вісенте-Перес-Росалес. Є дев'ятим за величиною озером Чилі (площа озера складає 178,5 км²). Озеро лежить у передгір'ях Анд на висоті 189 м, а середня глибина озера становить 191 м, тобто більша частина дна озера лежить нижче рівня океану. Озеро Тодос-лос-Сантос має тільки один острів — Маргарита (стара назва — Де-лас-Кабрас), площею 100 га.
Площа басейну озера перевищує площу його поверхні в 17 разів і становить 3 036 км². Походження озера як льодовикове, так і вулканічне. Протягом льодовикового періоду два рукави льодовика стікали з гір в протилежних напрямках, один на південь через нинішню долину р. Ріо-Негро і інший — на північ через нинішню долину р. Бланко, зійшлися в одну точку у Центральній долині і, рухаючись спільно на захід, сформували депресію зараз зайняту озерами Тодос-лос-Сантос і Янкіуе. Після танення льодовика в результаті діяльності вулканів Осорно і Кальбуко озеро було поділено на два окремих резервуара вулканічною лавою. Потоки лави від вулкана Тронадор також досягли озера по долині р. Бланко.
Озеро має достатньо великий об'єм — 34,4 км³, що пояснюється його великою глибиною (максимальна глибина дорівнює 337 метрам). Стік з південно-західної краю озера по р. Петроуе (поблизу однойменного населеного пункту). Обсяг води, що витікає з озера, становить 270 м³/с, вся вода в озері оновлюється за 4 роки. Озеро оточене горами, серед яких виділяються вершини трьох вулканів: Осорно на заході, Пунтіагудо — на півночі і Тронадор — на сході. Басейн озера здебільшого покритий вальдівійськими дощовими лісами помірного поясу.